# Керле
Керле (нім. Körle) — громада в Німеччині, знаходиться в землі Гессен. Підпорядковується адміністративному округу Кассель. Входить до складу району Швальм-Едер.
Площа — 17,51 км2. Населення становить 3022 ос. (станом на 31 грудня 2020).